# John Parry
John Parry, del seu nom d'artista en gal·lès Bardd Alaw (Denbigh (País de Gal·les), 18 de febrer de 1776 - Londres, 8 d'abril de 1851) fou un arpista i compositor gal·lès.
Primerament tocà el clarinet en una orquestra, després fou director d'una banda militar i més tard s'establí a Londres com a professor de música. Presidí per espai de molts anys les assemblees dels bards del País de Gal·les i el 1821 fou nomenat cap d'aquests.
Entre les seves composicions i figuren nombrosos fragments per a arpa i piano, pantomimes, òperes, melodies populars gal·leses i escoceses, i una antologia de melodies gal·leses, The welschharper. A més se li deuen, una obra didàctica, Il puntello, or the supporter.

## El seu fill
John Orlando Parry (1810-1879), es distingí com a pianista, organista i cantant, fou organista de l'església de Sant Judes de Southsea, i deixà romances, melodies i altres composicions.